# 大學公園 (伊利諾伊州)
大學公園（英語：University Park）是位於美國伊利諾伊州庫克縣的一個村落。

## 地理
大學公園的座標為41°26′22″N 87°41′50″W / 41.43944°N 87.69722°W，而該地最高點為海拔高度236米（即774英尺）。

## 人口
根據2010年美國人口普查的數據，大學公園的面積為27.91平方千米，當中陸地面積為27.90平方千米，而水域面積為0.01平方千米。當地共有人口7129人，而人口密度為每平方千米255人。